# Audoalt
 (novembre 2018).
Si vous disposez d'ouvrages ou d'articles de référence ou si vous connaissez des sites web de qualité traitant du thème abordé ici, merci de compléter l'article en donnant les références utiles à sa vérifiabilité et en les liant à la section « Notes et références ».
Audoalt ou Audoald (en italien Audoaldo), est le premier comte lombard de Capoue. Il a régné autour de 600. 
Il est souvent confondu avec son homonyme descendant, mort en 992, et dont l'épitaphe est conservée sur la porte de l'église de Saint-Marcel de Capoue.